# Dietingen

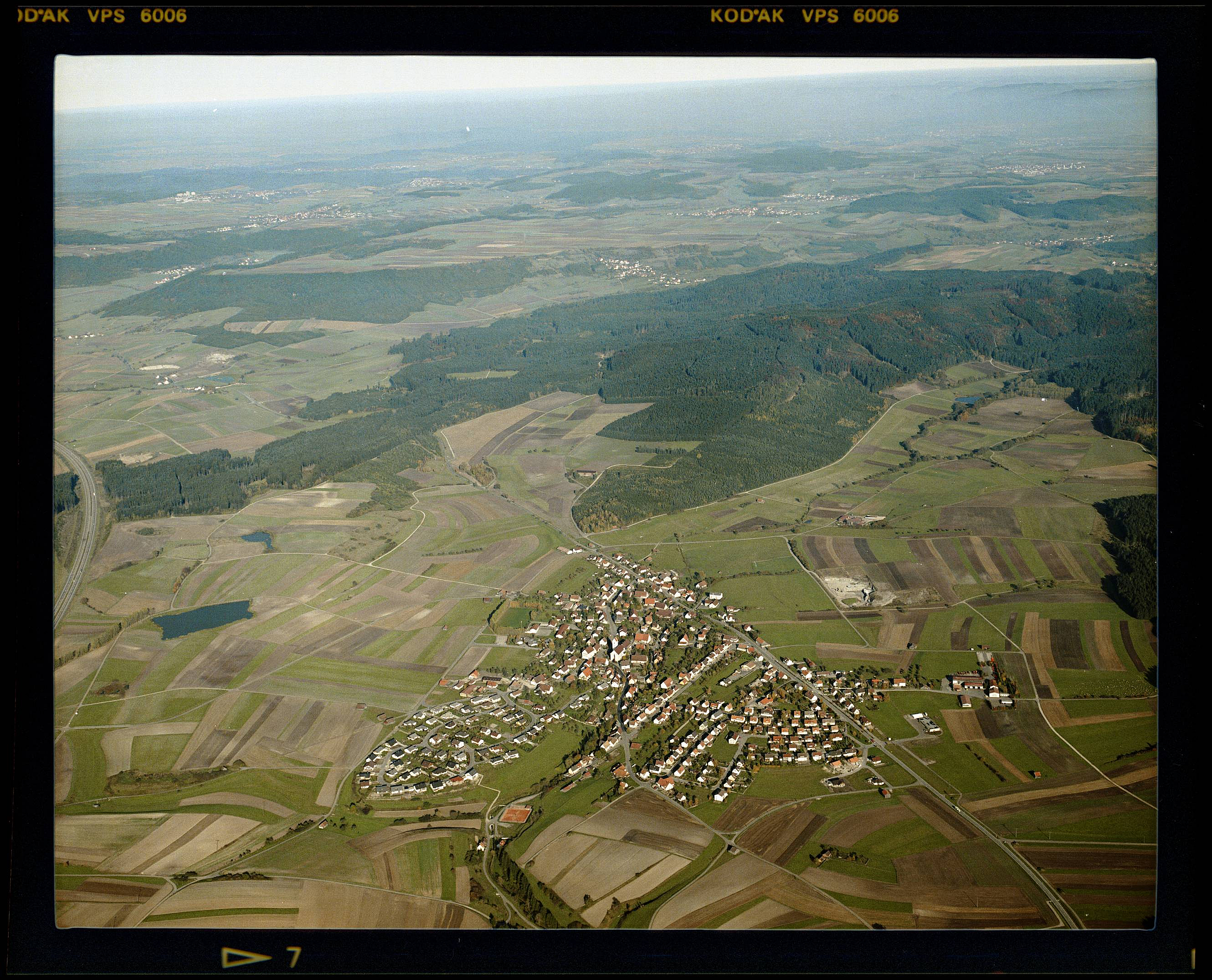
Luftbild von Dietingen (1984)

Dietingen ist eine Gemeinde in Baden-Württemberg und gehört zum Landkreis Rottweil.

## Geographie

### Lage
Dietingen liegt im Oberen Neckartal zwischen Schwarzwald und der Schwäbischen Alb in 544 bis 623 Meter Höhe, etwa fünf Kilometer von der Kreisstadt Rottweil entfernt.

### Nachbargemeinden
Die Gemeinde grenzt im Norden an Epfendorf, im Osten an Rosenfeld und Zimmern unter der Burg im Zollernalbkreis, im Süden an die Kreisstadt Rottweil und im Westen an Villingendorf.

### Gemeindegliederung
Zur Gemeinde Dietingen gehören die ehemals selbstständigen Gemeinden Böhringen, Gößlingen, Irslingen und Rotenzimmern.
- Zu Böhringen gehörten das Dorf Böhringen sowie die Wohnplätze Böhringer Mühle und Kapellenhof.
- Zu Dietingen in den Grenzen vor der Gemeindereform der 1970er Jahre gehörten das Dorf Dietingen, Schloss und Gehöft Hohenstein, das Gehöft Tierstein und der Wohnplatz Hasler-Wasen.
- Zu Gößlingen gehörte das Dorf Gößlingen.
- Zu Irslingen gehörten das Dorf Irslingen, Häuser und Kapelle Mariahochheim.
- Zu Rotenzimmern gehörten das Dorf Rotenzimmern und das Gehöft Bettenberger Hof.

Im Gemeindeteil Irslingen liegt der Burgstall Tierstein bzw. Burg Wildeck.
| Böhringen | Dietingen alt | Gößlingen | Irslingen | Rotenzimmern |
| --------- | ------------- | --------- | --------- | ------------ |

### Schutzgebiete
Dietingen hat Anteile am Natur- und Vogelschutzgebiet Schlichemtal und sechs Landschaftsschutzgebieten. Dies sind das Schlichemtal östlich von Rotenzimmern, die Schlichemaue zwischen Rotenzimmern und Böhringen und das Waldenbachtal (alle drei um Rotenzimmern), die Landschaft um Gößlingen, das Obere Wettebachtal östlich von Dietingen und das Neckartal mit Seitentälern von Rottweil bis Aistaig an der westlichen Gemeindegrenze. Das Neckar- und das Schlichemtal gehören zudem zum FFH-Gebiet Neckartal zwischen Rottweil und Sulz.

## Geschichte

### Mittelalter
Dietingen wurde im Jahre 786 in einer Urkunde des Klosters St. Gallen erstmals erwähnt.
Die geistlichen und weltlichen Herrschaften über die Dörfer im Bereich der heutigen Gemeinde wechselten häufig. Burg Irslingen war einst der Stammsitz derer von Urslingen, in Herzog Reinold von Urslingen begegnen wir einem bekannten Ritter seiner Zeit.
Dietingen gehörte zum Herrschaftsbereich der Neckarburg, welche ein Lehen der Grafen von Sulz war. 1412 verkaufte Graf Hermann von Sulz Dietingen an die Reichsstadt Rottweil.
siehe auch → Burg Hohenstein, Burg Rotenzimmern, Burg Urslingen, Burg Wildeck

### Neuzeit
1803 kam das ganze Gebiet zu Württemberg. Bei der Umsetzung der neuen Verwaltungsgliederung im 1806 gegründeten Königreich Württemberg wurde Dietingen dem Oberamt Rottweil zugeordnet.
Bei der Kreisreform während der NS-Zeit in Württemberg gelangte Dietingen 1938 zum Landkreis Rottweil. 1945 wurde das Gebiet der heutigen Gemeinde Teil der Französischen Besatzungszone und kam somit zum neu gegründeten Land Württemberg-Hohenzollern, welches 1952 im Land Baden-Württemberg aufging.
Die Gemeinde Dietingen wurde am 1. Oktober 1974 durch die Vereinigung der Gemeinden Dietingen und Böhringen neu gebildet. Die heutige Gemeinde entstand am 1. Januar 1975 durch die Vereinigung dieser Gemeinde mit der Gemeinde Irslingen. Bereits am 1. Januar 1972 wurde die Gemeinde Gößlingen nach Irslingen eingemeindet. Die Eingemeindung von Rotenzimmern erfolgte am 1. Januar 1974.

## Politik

### Gemeinderat
Der Gemeinderat von Dietingen setzt sich zusammen aus 15 in unechter Teilortswahl gewählten Gemeinderäten und dem getrennt gewählten Bürgermeister als Vorsitzendem. Der Bürgermeister ist im Gemeinderat stimmberechtigt. Nach der Kommunalwahl am 9. Juni 2024 mit einer Wahlbeteiligung von 64,80 % (2019: 62,4 %) entfallen auf die Ortsteile folgende Zahlen von Sitzen:
| Dietingen-Ort | 7 Sitze |
| Irslingen     | 3 Sitze |
| Böhringen     | 3 Sitze |
| Rotenzimmern  | 1 Sitz  |
| Gößlingen     | 1 Sitz  |

Geordnet nach Wahlvorschlägen ergibt sich folgendes Bild:
| Partei/Liste            | Stimmen | Sitze |
| Gemeinsam mit Weitblick | 26,01 % | 4     |
| Wählervereinigung       | 23,42 % | 3     |
| Bürgervereinigung       | 18,04 % | 3     |
| Freie Wählervereinigung | 18,27 % | 3     |
| Freie Wähler            | 11,98 % | 2     |
| AfD                     | 2,28 %  | –     |

### Bürgermeister
Bürgermeister ist seit Oktober 2024 Felix Hezel. Er wurde am 7. Juli 2024 mit 71 Prozent der Stimmen gewählt. Zuvor war von 2000 bis 2024 Frank Scholz (Freie Wähler) Bürgermeister.

## Kultur und Sehenswürdigkeiten

### Pfarrkirche Dietingen – Karfreitagsrätsche
Die kath. Kirchengemeinde St. Nikolaus besitzt eine Karfreitagsrätsche aus dem Jahr 1768, die während der Kar- und Ostertage in der Kirche besichtigt werden kann und auch heute noch in Gebrauch ist.

### Hohkäppele
Für das Hohkäppele – auch Wasen- oder Bühlkapelle – scheint gesichert, dass sie im Dreißigjährigen Krieg zerstört und in ihrer heutigen Gestalt durch den Dietinger Pfarrer Sebastian Sichler (1673–1715) erbaut wurde. Sie war Station am Prozessionsweg der „Staatswallfahrt“ der Reichsstadt Rottweil nach Maria Hochheim. Bei einer grundlegenden Sanierung im Jahre 2003 wurden Teile der barocken Ausmalung freigelegt.

### Wehrkirche St. Peter und Paul Gößlingen

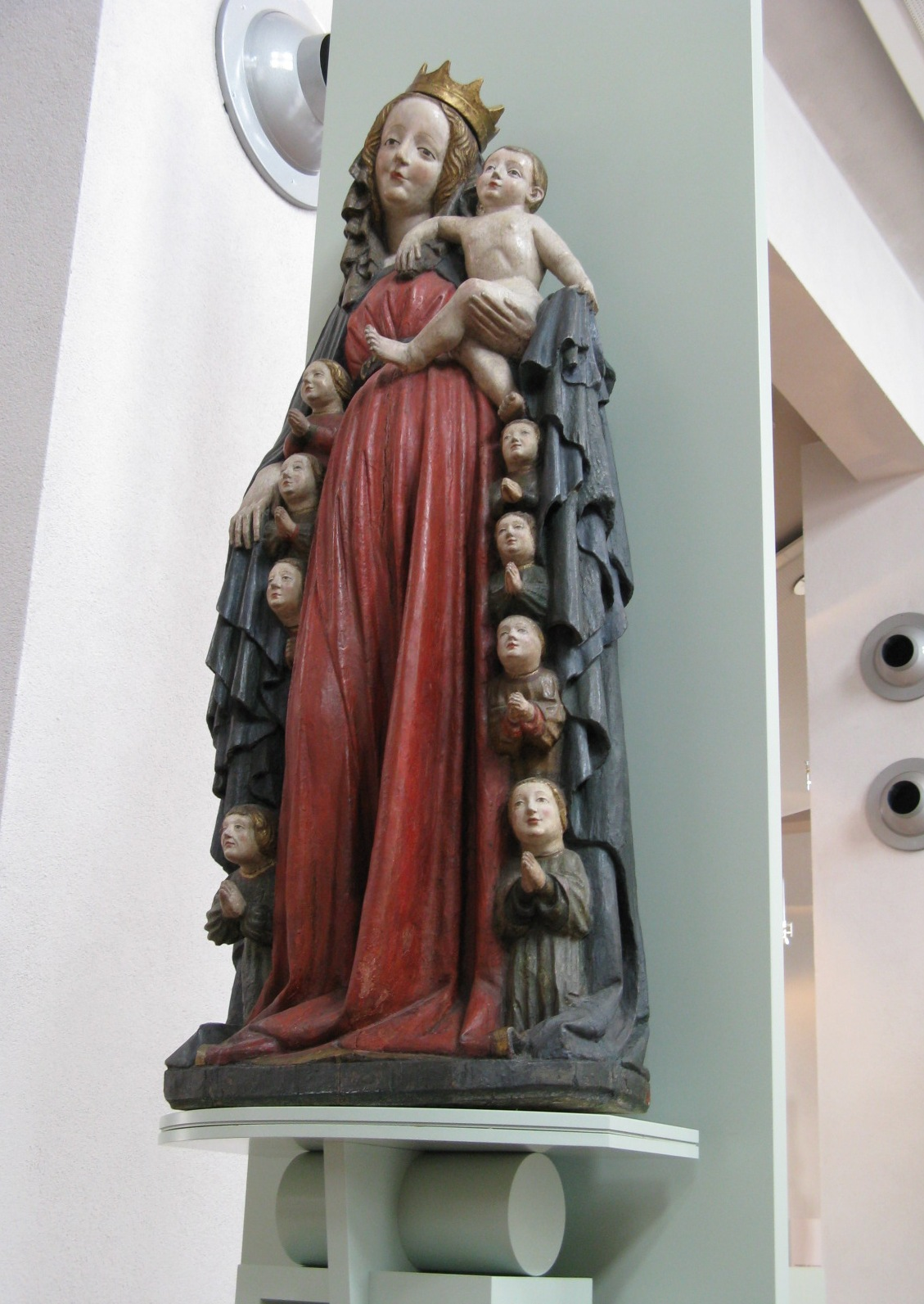
Gößlinger Schutzmantelmadonna (um 1430)

Beinahe sprichwörtlich ist die Wehrhaftigkeit von St. Peter und Paul, wo da Kirchturm an Zwetschgabohm 'bunda isch. Die auf einer Anhöhe gelegene Wehrkirche birgt mit dem spätgotischen Kruzifix des Bildschnitzers Michael Erhart aus der Ulmer Kunstschule und der mittelalterlichen gotischen Grabplatte der Hlg. Hallwiga von Täbingen kunstgeschichtliche Sehenswürdigkeiten. Die Entstehung der Kirche dürfte ins siebte oder achte Jahrhundert zurückreichen. Die Gößlinger Kirchenglocken aus dem 14. Jh. gehören zu den ältesten des Landkreises Rottweil.
Das Original der Gößlinger Schutzmantelmadonna aus der Zeit um 1400 befindet sich heute im Dominikanermuseum in Rottweil.
Der bis 1518 spätgotisch umgestaltete Chorraum mit seinem Rippengewölbe zeigt in den Schlusssteinen den gekrönten Christus und die Symboltiere/-figuren der vier Evangelisten. Sehenswert ist auch das feingliedrige, aus Sandstein gefertigte Sakramentshäuschen (Sakramentarium) mit den Kirchenvätern Hieronymus, Ambrosius, Augustinus und Papst Gregor.
Der Ulmer Glaskünstler und Maler Wilhelm Geyer schuf im Jahr 1949 ein in transzendentem Blau und hellroten Tönen gehaltenes Glasfenster, das nach Egon Rieble zu den
bedeutendsten Pfingstfenstern des Landes gehört. Es stellt die Apostel und Maria und den symbolhaften Empfang des Heiligen Geistes durch Feuerzungen dar.

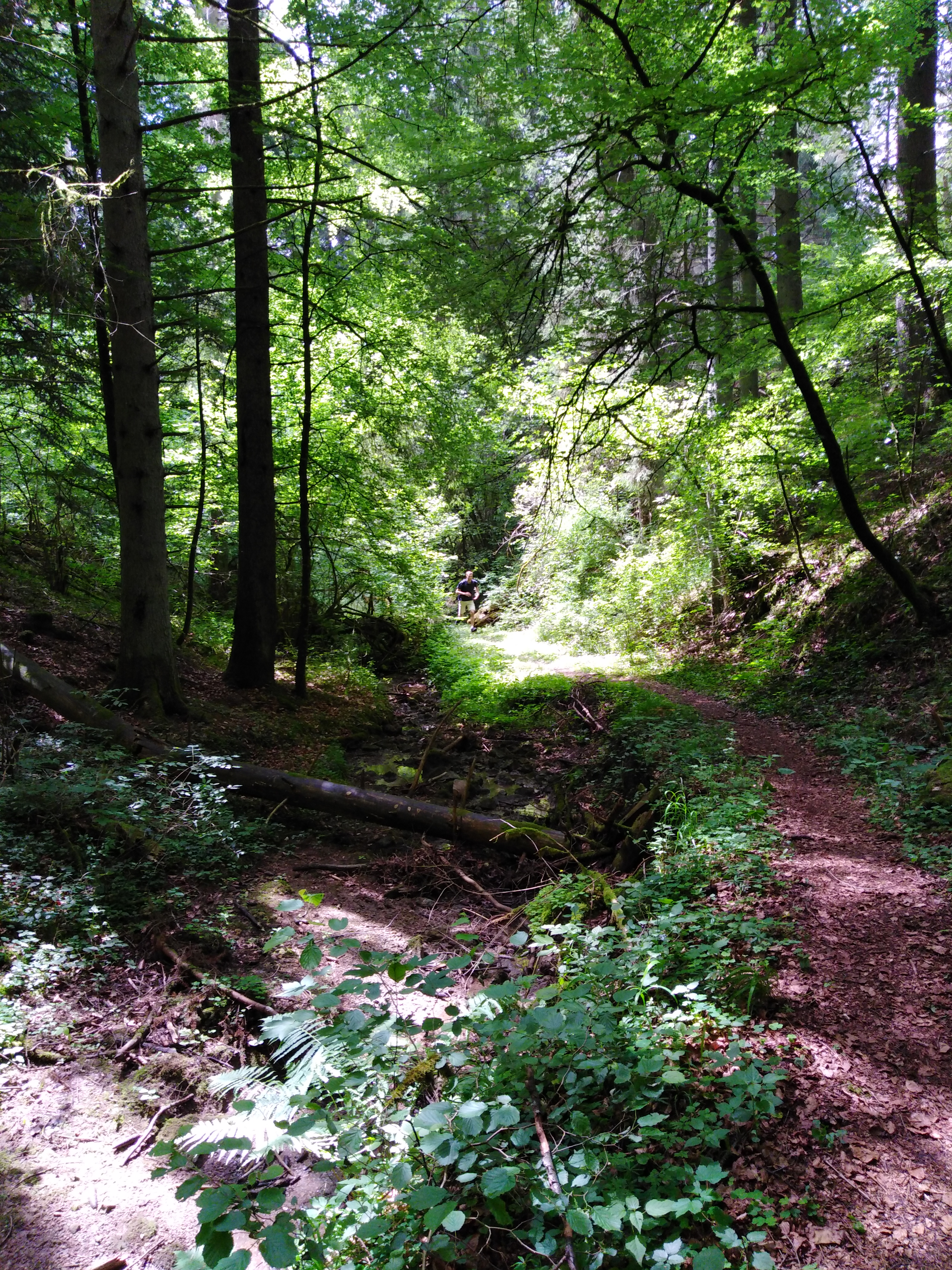
Waldenbachschlucht

### Rotenzimmern – Waldenbachschlucht
Vom Kirchplatz aus erreicht man die naturbelassene Waldenbachschlucht und die ehemalige Ruine Rotenzimmern.
Fachwerkhäuser in Rotenzimmern

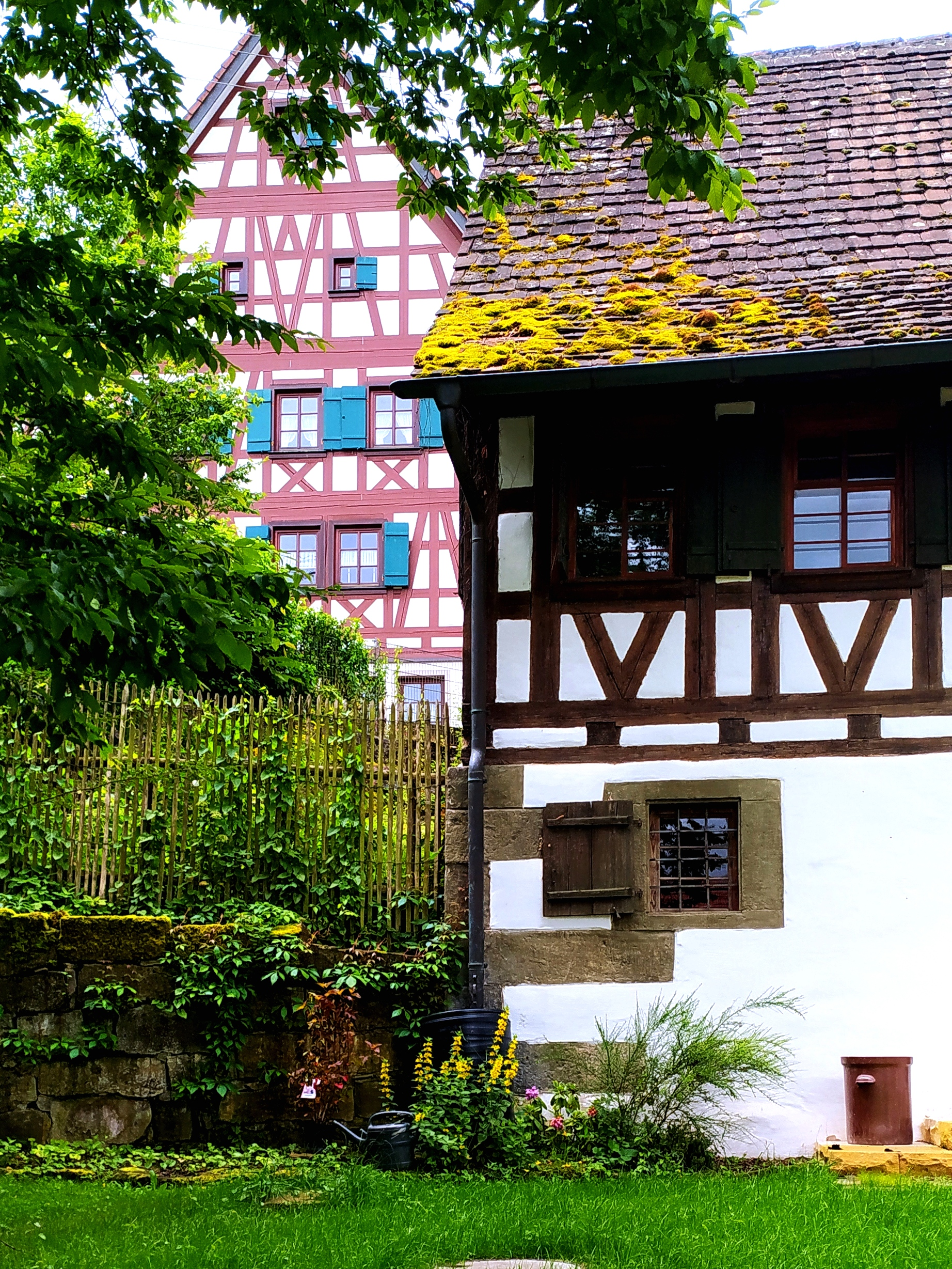
Rotenzimmern, Fachwerkbauten

Der Ortskern ist nahezu einheitlich von vorbildlich gepflegten Fachwerkbauten des 18. und 19. Jahrhunderts geprägt.

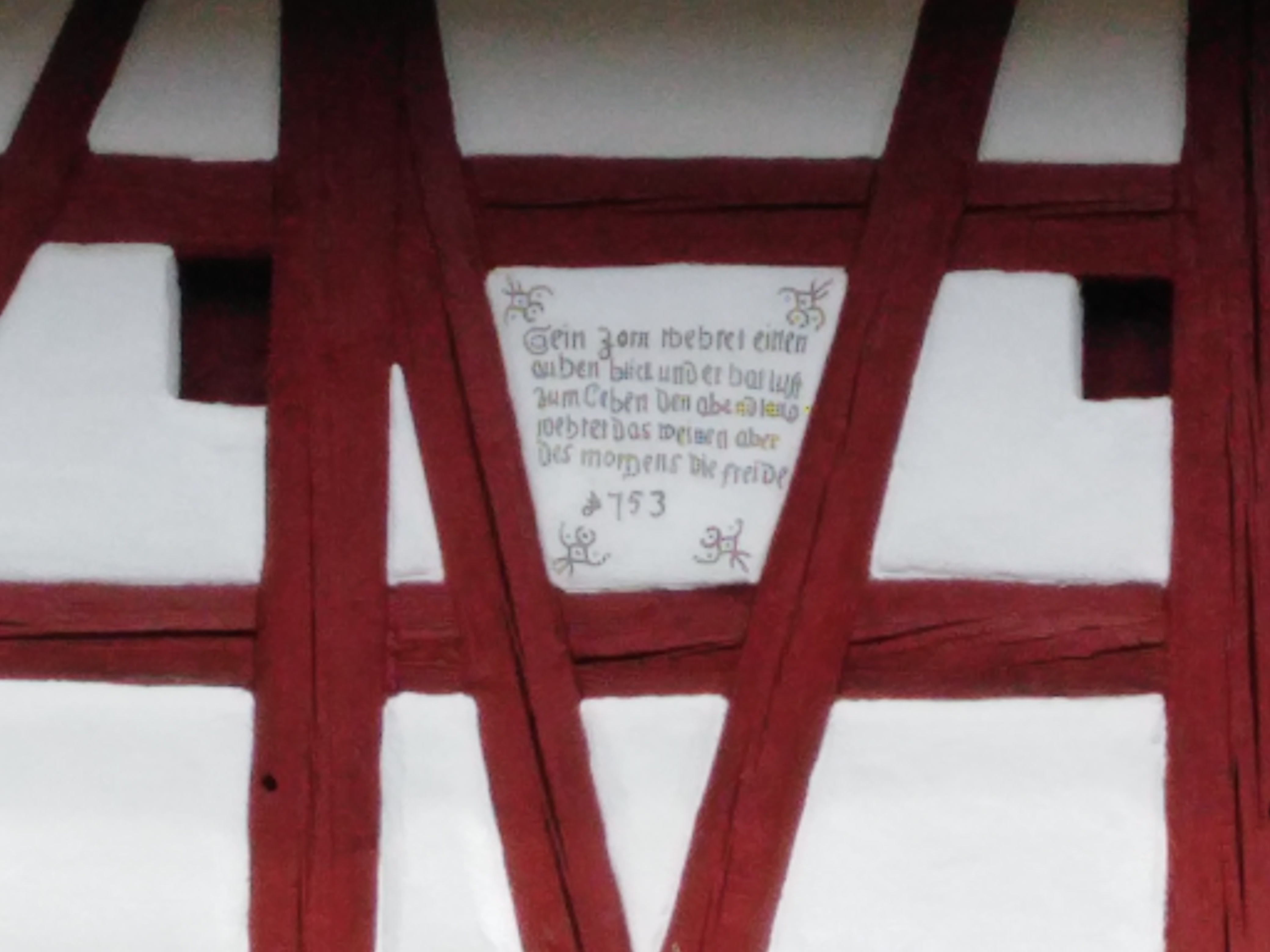
Rotenzimmern – Gößlinger Str. 2 – Hausspruch (1753)
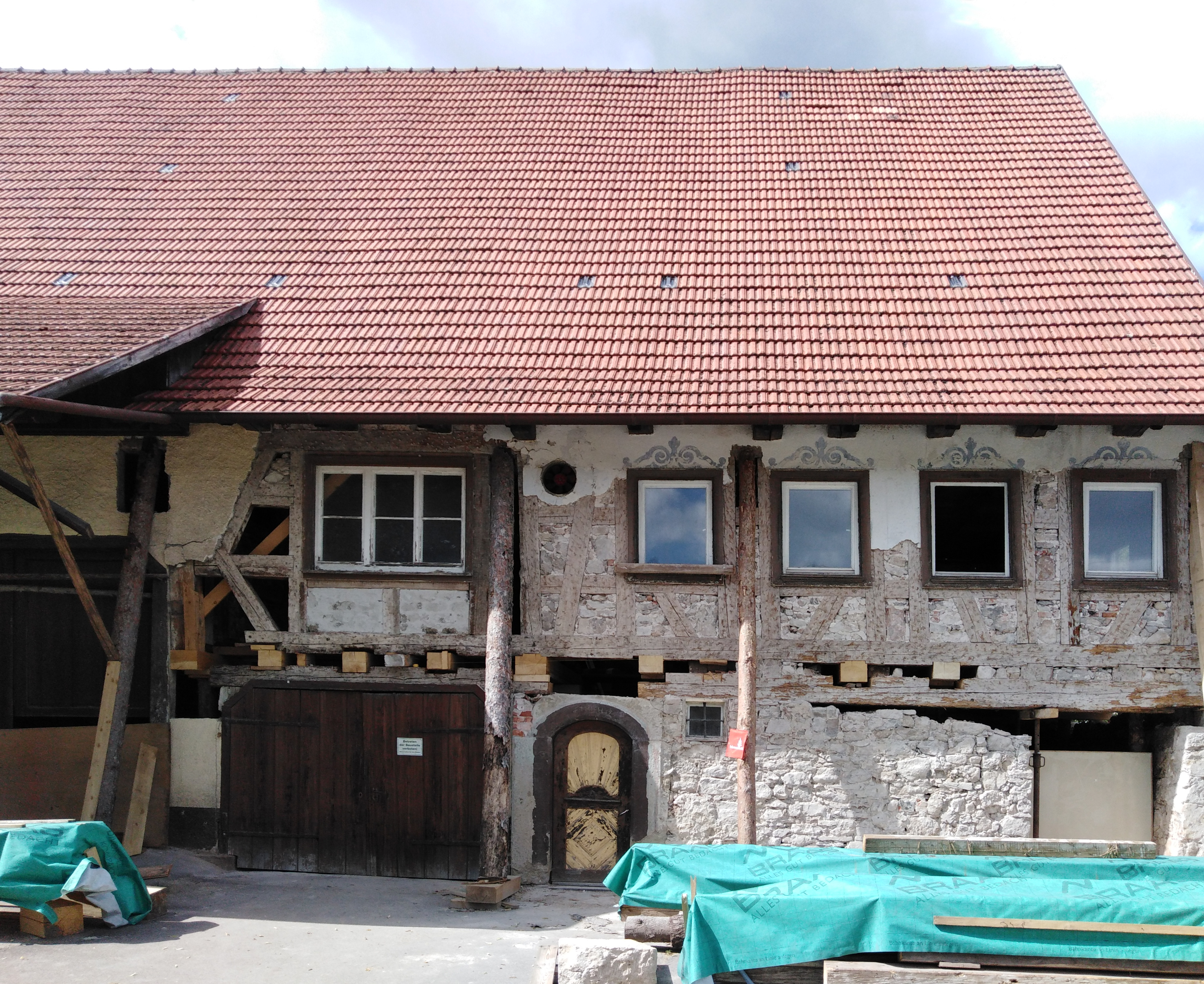
Grundstraße 2 (1759)
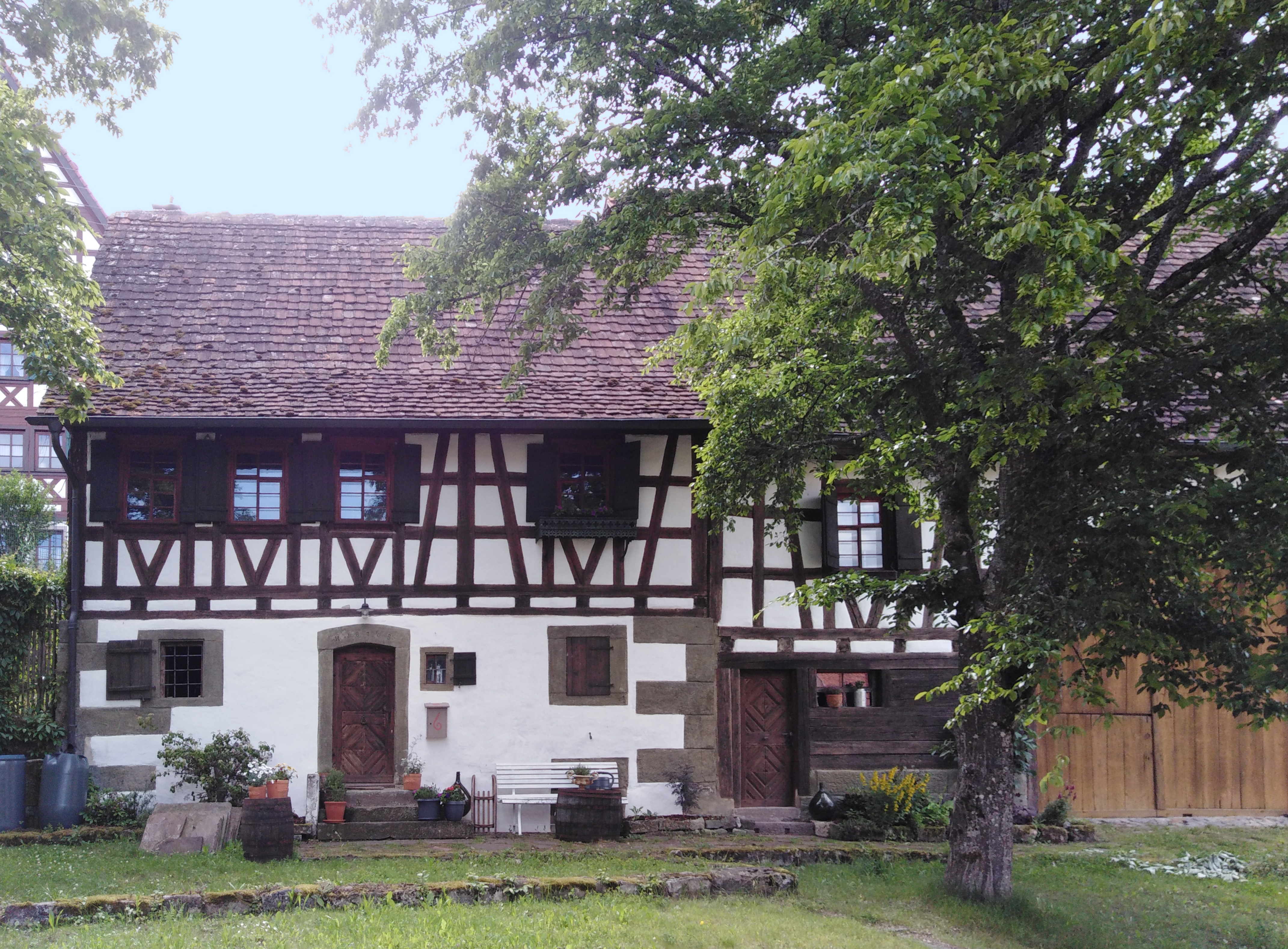
Täbinger Str. 6 (1830)
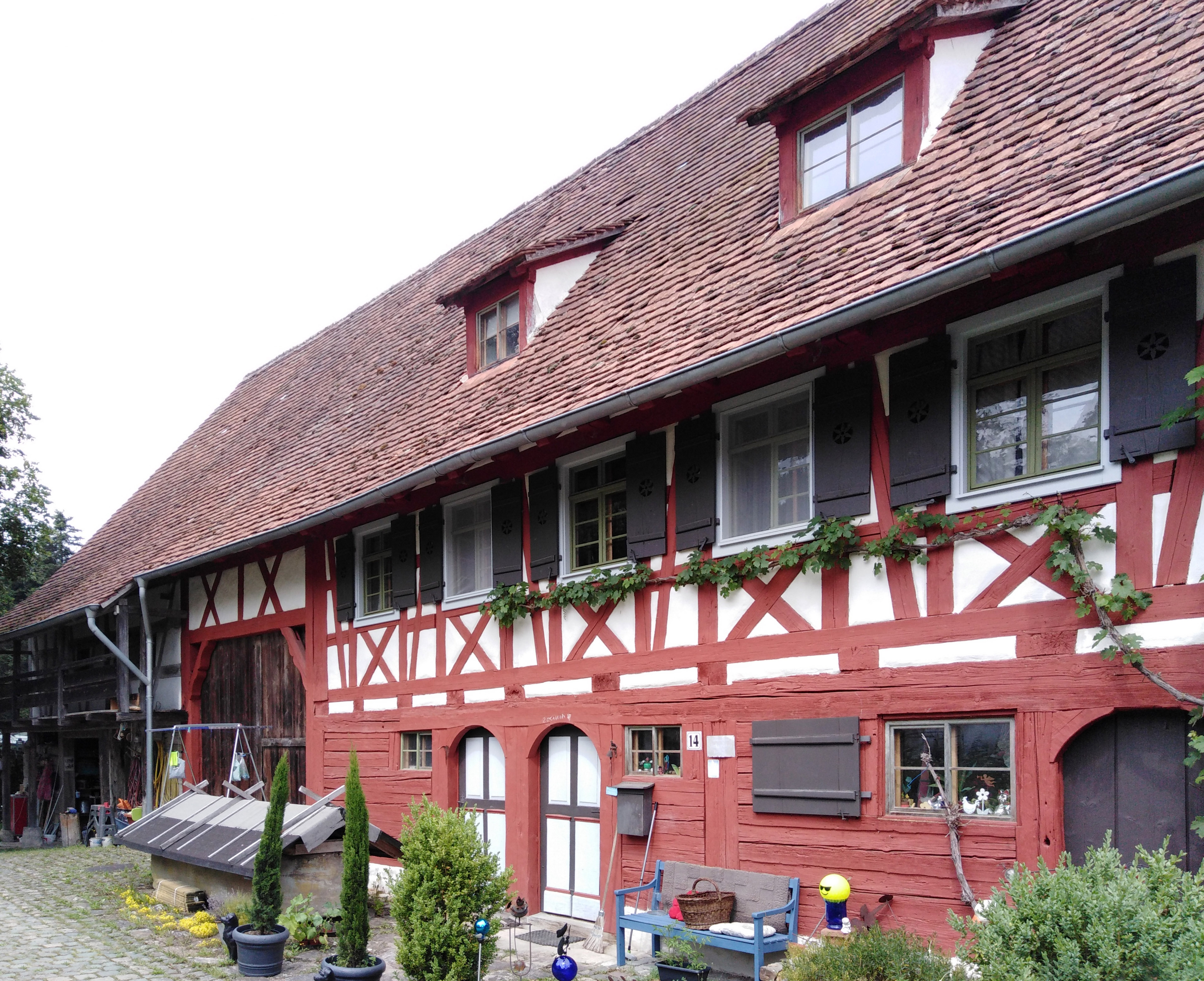
Rotenzimmern – Gößlinger Str. 14 (Zoller-Haus)
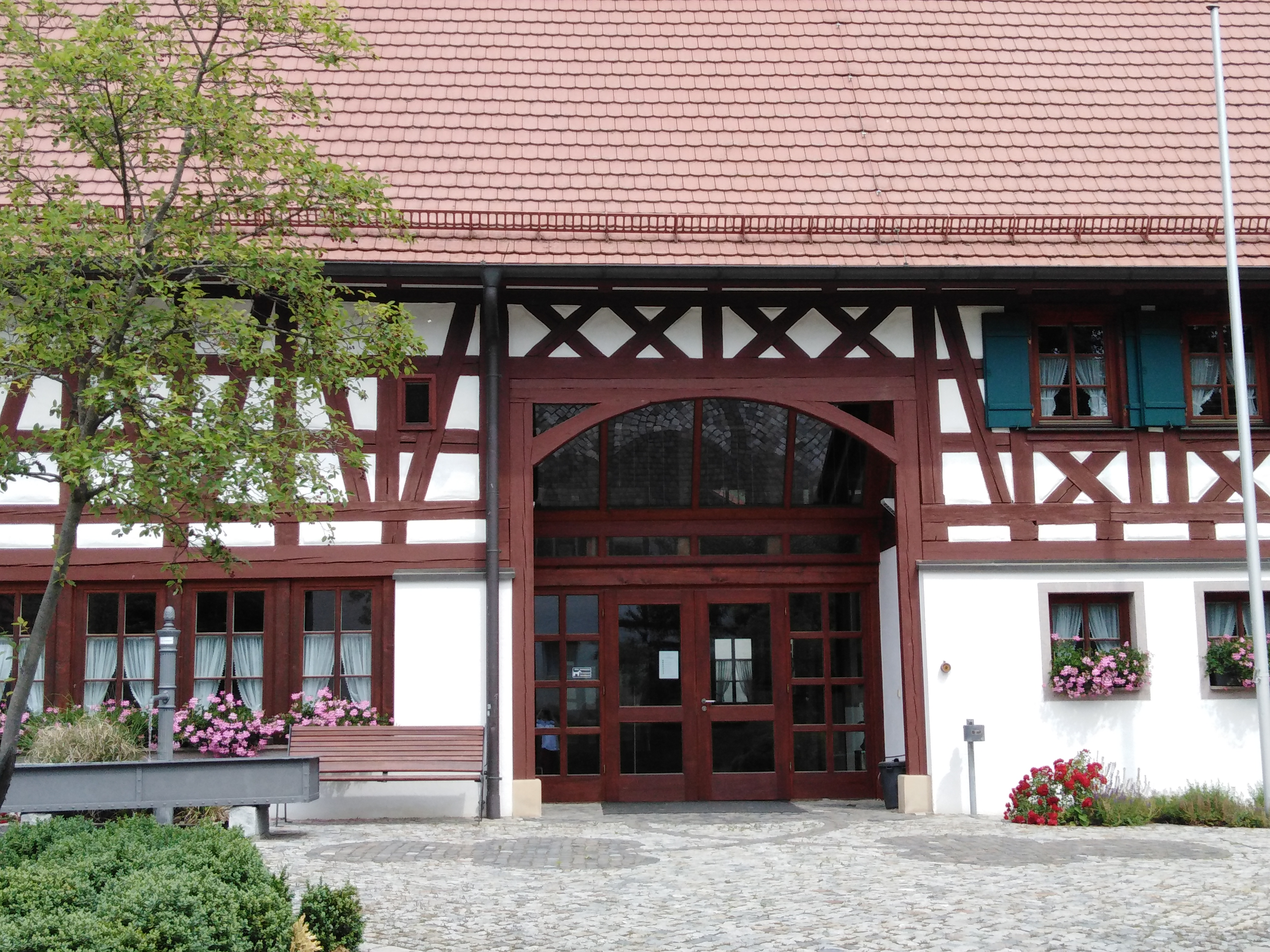
Rathaus Rotenzimmern – Gößlinger Str. 4

## Verkehr

### Touristik-Bus
An Sonn- und Feiertagen zwischen dem 1. Mai und Mitte Oktober verkehrt die Buslinie 337 als Schlichem-WanderBus entlang des Schlichemwanderwegs. Zwischen Balingen, Tieringen und Epfendorf werden an diesen Tagen drei Fahrtenpaare angeboten. Dabei werden die Ortsteile Rotenzimmern und Böhringen angefahren.

### Radverkehr
Der Heidelberg-Schwarzwald-Bodensee-Radweg führt als Landes-Radfernweg von Heidelberg nach Radolfzell. Er führt von Horb kommend östlich des Neckartals durch den Ortsteil Irslingen nach Rottweil und weiter nach Villingen-Schwenningen.

## Persönlichkeiten
- Franz Bucher, Bildhauer (1928–1995)
- Franz Müller, Bürgermeister, Ehrenbürger (1968 Verdienstkreuz am Bande, 1977 Bundesverdienstkreuz erster Klasse für seine Verdienste um die Volksmusik)
- Frank Scholz, Bürgermeister, Ehrenbürger[16]

## Söhne und Töchter der Gemeinde
- Godofredo Sieber OFM (1902–1992), Missionar in Brasilien, Erbauer der Kirche „San Pedro Apostolo“, des Krankenhauses und der Schule „Collegio Frei Godofredo“ in Gaspar (Brasilien). An ihn erinnert ein Gedenkstein auf der Brücke der Hohensteinstraße über den Wettebach.[17]
- Gertrud Rittmann-Fischer (1922–2021), Goldschmiedin